# 拉克萨尔
拉克萨尔（Laksar），是印度北阿坎德邦Hardwar县的一个城镇。总人口18240（2001年）。

## 人口
该地2001年总人口18240人，其中男性9850人，女性8390人；0—6岁人口2757人，其中男1559人，女1198人；识字率67.57%，其中男性为74.94%，女性为58.90%。